# Reserva Geobotánica Pululahua
Die Reserva Geobotánica Pululahua befindet sich in Ecuador etwa 25 km nordnordwestlich der Hauptstadt Quito. Das 33,83 km² große Schutzgebiet wurde am 28. Januar 1966 ursprünglich als Nationalpark eingerichtet. Am 17. Februar 1978 wurde es dann in eine Reserva Geobotánica umgewandelt.

## Lage
Die Reserva Geobotánica Pululahua liegt nördlich der Ortschaft Calacalí in der Provinz Pichincha. Das Schutzgebiet umfasst die namengebende Caldera Pululahua, die Teil einer Vulkankette innerhalb der Cordillera Occidental ist. Die Caldera gehört zum gleichnamigen Vulkan, der vermutlich vor 2300 Jahren das letzte Mal ausbrach. Der Río Blanco, ein linker Nebenfluss des Río Guayllabamba, entwässert das Areal nach Nordwesten.

## Ökologie
Das Gebiet liegt klimatisch im Einzugsbereich der feuchten Pazifikküste. In dem Areal wachsen zahlreiche Orchideen und Bromelien. Die Vogelwelt ist mit 180 Aren vertreten. Zu nennen wären der Andenbussard, der Buntfalke (Falco sparverius), der Seidenkuhstärling (Molothrus bonariensis) und der Goldbauchkernknacker (Pheucticus chrysogaster). Zu den Säugetieren im Schutzgebiet gehören der Andenschakal (Lycalopex culpaeus) und der Amazonas-Skunk (Conepatus semistriatus).